# Рудин, Александр Израилевич
Александр Израилевич Рудин (род. 25 ноября 1960, Москва) — российский виолончелист, пианист, дирижёр и художественный руководитель академического камерного оркестра «Musica Viva», профессор Московской консерватории, кафедры камерного ансамбля и оркестра. Народный артист России (2001). Лауреат Государственной премии России в области литературы и искусства (2003). С 2022 года художественный руководитель и главный дирижёр Российского национального оркестра.

## Биография
В 1983 году окончил ГМПИ (Государственный музыкально-педагогический институт) им. Гнесиных, по специальностям «виолончель» и «фортепиано».
В 1989 г. окончил Московскую консерваторию по классу дирижирования. Руководителем оркестра «Musica Viva» стал в 1988 г. Проводит мастер-классы в музыкальных учебных заведениях многих европейских стран.

## Награды
- Орден Дружбы (2020)[2]
- Народный артист Российской Федерации (2001)
- Заслуженный артист Российской Федерации (27 августа 1992) — за заслуги в области музыкального искусства
- Государственная премия России в области литературы и искусства (2003)
- Лауреат Международных конкурсов: И. С. Баха в Лейпциге (1976), Гаспара Кассадо во Флоренции (1979), П. И. Чайковского в Москве (1978, 1982), Концертино Прага (1973)

## Творчество
Вклад Александра Рудина в музыкальную культуру прежде всего в представлении академической музыки различных направлений и традиций как единого музыкального пространства, что способствует пониманию музыки как непрерывного историко-культурного процесса, сочетающего в себе наследие прошлого и настоящее, но при этом каждая из составляющих не утрачивает своей самобытности.
В программы концертов оркестра входят самые различные произведения от эпохи барокко до современности. Некоторые произведения авторов времен крестовых походов и Возрождения, Баха, Сальери, Козловского, Саллинена, Озерова были впервые исполнены в России именно «Musica Viva». C 1998 г. оркестр проводит абонементные концерты в Большом зале консерватории, приглашая для совместных выступлений как известных дирижёров и исполнителей, так и не слишком хорошо знакомых широкой публике музыкантов. Оркестр гастролирует по разным странам мира.